# ITTO個別指導学院
ITTO個別指導学院（イットーこべつしどうがくいん）は、自分未来きょういく株式会社が運営する、個別指導の学習塾である。全国に920校舎ある。

## がんばる学園
進学を目的とした個別指導を行なっている。

### 歴史
- 1994年（平成6年）6月 - 愛知県岡崎市六名東町に第1校舎目となる六名校を開校
- 1996年（平成8年）1月 - 有限会社がんばる学園設立
- 1997年（平成9年）6月 - 株式会社がんばる学園設立本社を名古屋市に移転
- 1998年（平成10年）11月 - 有限会社がんばる学園東京設立（東京本部開設）
- 1998年（平成10年）12月 - 有限会社がんばる学園大阪設立（大阪本部開設）

## ITTO個別指導学院
1対1から1対3までの個別指導。授業時間は50分、80分 100分のおもに3通り。授業は生徒の学習水準に合わせて行なわれるという。
子供たちの能力を最大限に引き出すために、ビジネスマン向けの研修プログラムとして開発されている「7つの習慣」を子供向けにアレンジした「7つの習慣J」をカリキュラムのひとつにしているのが特徴。